# Rain World
Rain World est un jeu vidéo de plates-formes développé et édité par Videocult, sorti en 2017 sur Windows, Nintendo Switch et PlayStation 4.

## Biodiversité
Rain world est un jeu dans lequel toutes les créatures sont simulées à chaque instant dans le monde. De plus celles-ci sont animées à l'aide d'animations procédurales, cela signifie qu'elles sont animées en temps réel : sans utiliser d'animations prédéfinies. Chaque animal du jeu est réalisé afin de paraître le plus « réaliste » possible dans un contexte environnemental. Ils ont des relations sociales entre eux et certaines avec le joueur(passives, agressives, neutres…), par exemple les lézards peuvent se disputer et se battre entre eux pour obtenir une proie et peuvent être apprivoiser si défendu ou nourri par le joueur une fois ceci fait il dort avec le joueur et le suit pour le protéger . Toutes ces mécaniques rendent beaucoup de situations possibles, qui ne sont parfois pas prévues au départ.

## Accueil
- Canard PC : 4/10[3]
- Destructoid : 5/10[4]
- Gamekult : 6/10[5]
- GameSpot : 5/10[6]
- IGN : 6,3/10[7]
- Polygon : 5/10[8]
- PC Gamer US : 80/100[9]